# Parafia Matki Bożej Częstochowskiej w Krzywiźnie
 Parafia Matki Bożej Częstochowskiej – polska rzymskokatolicka parafia położona we wsi Krzywizna, należąca do dekanatu wołczyńskiego w diecezji kaliskiej.

## Historia parafii
Parafia w Krzywiźnie powołana została w 1509 roku. W 1541 roku kościół parafialny zostaje przejęty przez protestantów, w których rękach pozostaje do zakończenia II wojny światowej. W 1945 roku zostaje powołana parafia rzymskokatolicka, a kościół ponownie zaczyna służyć katolikom.

## Liczebność i zasięg parafii
Parafię w Krzywiźnie zamieszkuje 650 wiernych, swym zasięgiem obejmuje miejscowości:
- Krzywizna,
- Sarnów[3]

## Duszpasterze
Proboszczem parafii jest ks. mgr Paweł Ponitka.